# The Globe Inn

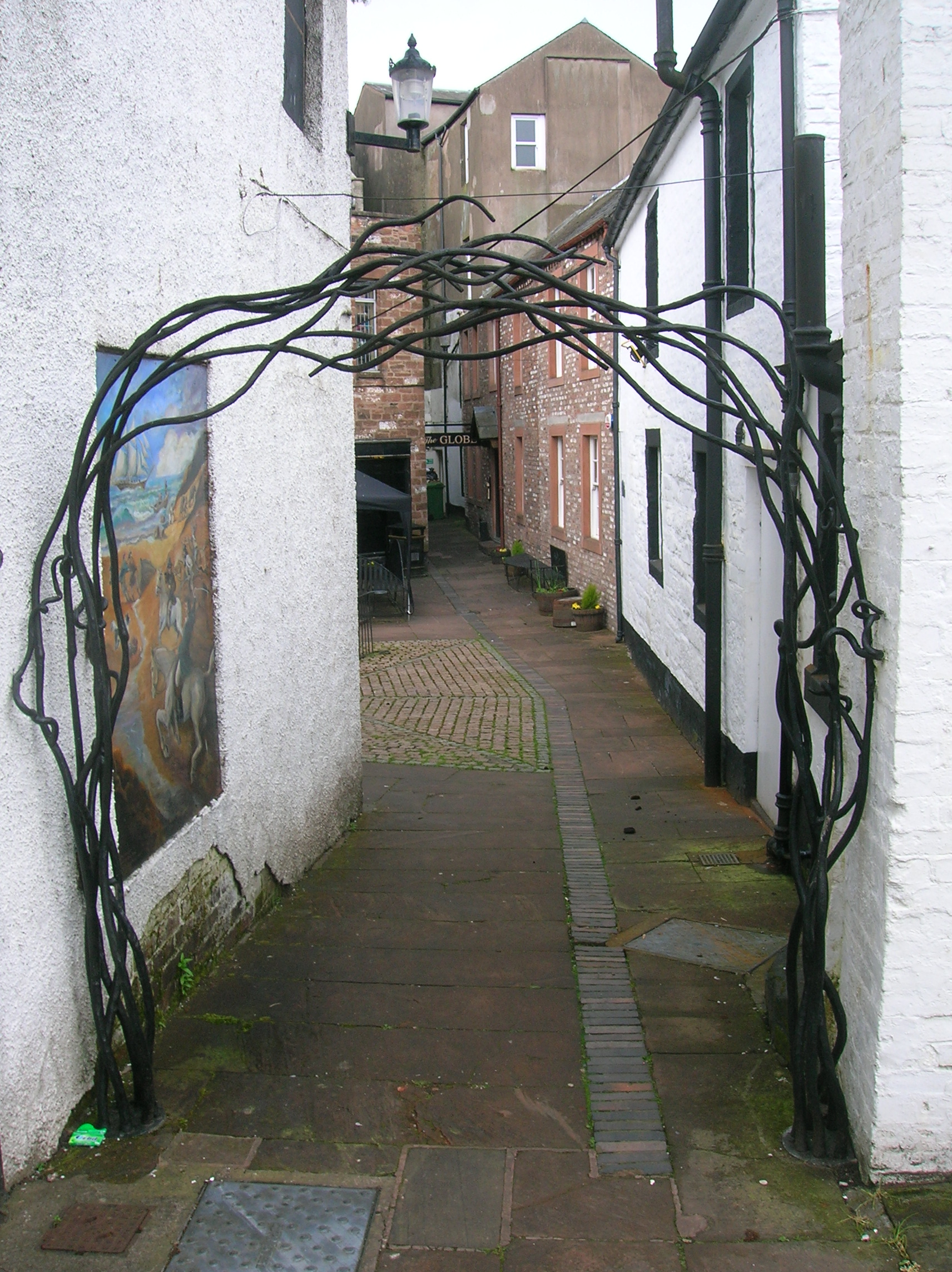
The Globe Inn

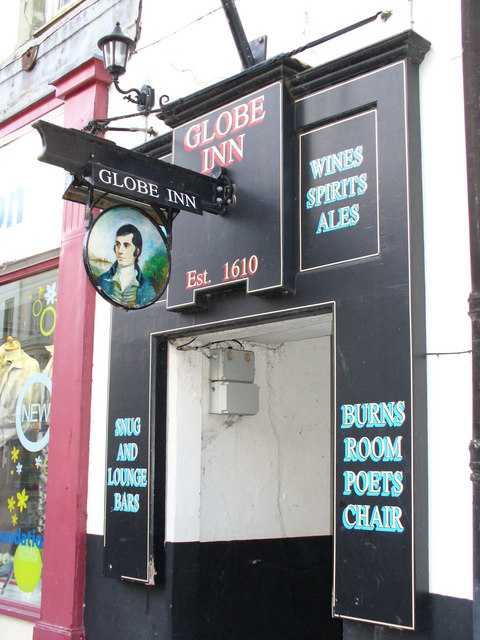
Eingang in die Gasse von der High Street

The Globe Inn ist eine Gaststätte in der schottischen Stadt Dumfries in der Council Area Dumfries and Galloway. 1961 wurde das Bauwerk in die schottischen Denkmallisten in der höchsten Denkmalkategorie A aufgenommen.

## Geschichte
Das im Jahre 1610 eröffnete Globe Inn zählt zu den ältesten bis heute betriebenen Gastronomiebetrieben in Schottland. Weitere Bekanntheit erlangte er als Lieblingsgaststätte des Dichters Robert Burns, der 1796 schrieb: …the Globe Tavern here, which these many years has been my Howff… („…das Globe Inn, das so viele Jahre mein Lieblingsort war…“). In der Gaststätte sind zahlreiche Erinnerungsstücke an Burns ausgestellt. 1819 fand dort das erste der heute traditionell jährlich abgehaltenen Burns Supper statt.

## Beschreibung
Das zweistöckige Gebäude liegt in einer schmalen Gasse zwischen High Street und Shakespeare Street im Zentrum von Dumfries. Das Gebäude stammt aus der Mitte des 18. Jahrhunderts. Im Innenraum sind noch zahlreiche Holzarbeiten aus dieser Zeit erhalten, während sich das Gebäude durch Erweiterungen und Überarbeitungen nicht mehr vollständig im Ursprungszustand befindet. Die Jahresangabe 1696 auf einem Stein an der Ostseite stammt aus einem früheren Gebäude und wurde nachträglich in das Backsteinmauerwerk eingesetzt. Das Gebäude ist entlang der südexponierten Frontseite sechs Achsen weit. Die Eingangstüre mit hölzerner Verdachung ist versetzt von der Mitte eingelassen, wodurch die Symmetrie gebrochen ist. Es wurden kleinteilige Sprossenfenster verbaut. Das abschließenden Satteldach ist mit Schiefer eingedeckt.